# Faxanadu
Faxanadu (jap. ファザナドゥ, Fazanadu) ist ein Action-Adventure-Videospiel für das Famicom und das Nintendo Entertainment System (NES). Das Spiel wurde von Falcom lizenziert und von  Hudson Soft entwickelt. Markteinführung war 1987 in Japan, die USA folgten 1989 und 1990 schließlich auch Europa.
Faxanadu kann als eine Nebengeschichte von Dragon Slayer II: Xanadu betrachtet werden, welches der zweite Teil von Falcoms Rollenspiel-Reihe Dragon Slayer ist. Der Titel Faxanadu ist ein Kofferwort, welches aus dem Namen der Konsole Famicom und des Spiels Xanadu gebildet wird.

## Geschichte
Der Protagonist des Spiels Faxanadu ist ein namenloser Wanderer. Das Spiel startet, als dieser in seiner Heimatstadt Eolis eintrifft, welche sich in einem sehr schlechten Zustand befindet und fast vollständig verlassen ist. Er trifft sich mit dem Elfenkönig, der ihn bittet, ein Wesen, welches auf den Namen „The Evil One“ hört, zu töten. Laut dem Elfenkönig lässt sich nur so der Wohlstand nach Eolis zurückbringen.
Im Laufe der Geschichte stellt sich heraus, dass Elfen und Zwerge in Harmonie lebten. Diese Idylle wurde zerstört, als The Evil One aus einem gefallenen Meteorit entstand. The Evil One verwandelte die Zwerge gegen deren Willen in Monster und hetzte diese gegen die Elfen auf. Der Zwergenkönig Grieve schluckte vor seiner Verwandlung ein magisches Schwert. Damit wollte er verhindern, dass The Evil One an das Schwert gelangt, denn er lässt sich nur mit ebendiesem besiegen.
Das Spiel findet in drei aufsteigenden Welten statt, die wie ein Baum aufgebaut sind: die erste, welche mit einer Pilz-ähnlichen Substanz bedeckt ist (die Wurzeln), die zweite, welche von Giftnebel umhüllt ist (das Innere des Stammes), und die dritte Welt, welche den Zweigen eines Baumes ähnelt. Nach dem Durchlaufen dieser Welten erreicht der Spieler die Hochburg von The Evil One und steht ihm im Kampf gegenüber.

## Spielmechanik
Der Spieler führt den Helden durch eine Reihe von Feldern, Städten und Dungeons. Der Held kann laufen, springen und auf Leitern klettern. Unterwegs kann er auch Gegenstände, Ausrüstung, Klingenwaffen und magische Geschosse für Gold kaufen. Darüber hinaus kann er mit Personen, die er unterwegs antrifft, Gespräche führen und so Informationen sammeln.
Seine „Leben“ und sein Vorrat an „magischer Kraft“ werden in zwei Leisten am oberen Rand des Bildschirms angezeigt. Zudem sind dort auch Informationen zur Goldmenge, den gesammelten Erfahrungspunkten, der verbleibenden Zeit bei Leveln mit Zeitlimit sowie der aktuell angelegten Ausrüstung zu finden.
Wird ein Gegner besiegt, hinterlässt dieser in der Regel Gold oder „Leben“ spendende Nahrung, die der Held aufsammeln kann, zudem gewinnt er eine bestimmte Menge an Erfahrungspunkten.
Das Spiel verfügt über keine Speichermöglichkeit, dafür aber über ein Passwort-System. Mit Hilfe des Passwortes kann man zu bestimmten Spielständen mit bestimmter Ausrüstung zurückkehren.

## Darstellung
Die Farbpalette von Faxanadu bedient sich hauptsächlich Braun-, Grün-, Rot- und Blautönen, wodurch eine Atmosphäre entsteht, die die Mystik in der Welt der Elfen und Zwerge unterstreichen soll. Dies ist im Vergleich zu anderen Spielen dieser Zeit, welche viele helle, Cartoon-artige Darstellungen enthielten, eher untypisch.
Viele Aspekte des Spiels, vor allem die verschiedenen Formen und Arten von Feinden, sind weitgehend durch eine Mischung aus nordischer und japanischer Mythologie inspiriert und erinnern an die Werke von HR Giger.
Christliche Symbole, welche in der japanischen Version zu finden sind, wurden in der internationalen Version entfernt. So halten in der japanischen Version die Gurus ein christliches Kreuz und in den Tempeln sind Abbildungen von der Kreuzigung Jesu zu sehen.

## Kritik
In der November/Dezember-1989-Ausgabe von Nintendo Power, debütierte das Spiel in der "Top 30"-Liste dieser Zeitschrift auf Platz 6. In den folgenden Ausgaben fiel es allmählich aus der Liste heraus.

## Trivia
Auf Basis des Spiels wurden für die zweite Staffel (1990–1991) der Cartoon-Serie Captain N zwei Folgen produziert. Der Elfenkönig wurde dabei in Melvis umbenannt und sah aus und hörte sich an wie Elvis Presley, der Zwergenkönig wurde durch Königin Dwarfine ersetzt.
Nachdem Zelda II: The Adventure of Link in den 1980ern großen Erfolg hatte, kamen zahlreiche Nachahmer auf den Markt, dabei ist Faxanadu neben The Battle of Olympus eines der bekanntesten.